# Витница
Витница (пол. Witnica, нем. Vietz) — город в Польше, входит в Любушское воеводство. Имеет статус городской гмины. Занимает площадь 8,21 км². Население — 6858 человек (на 2004 год).

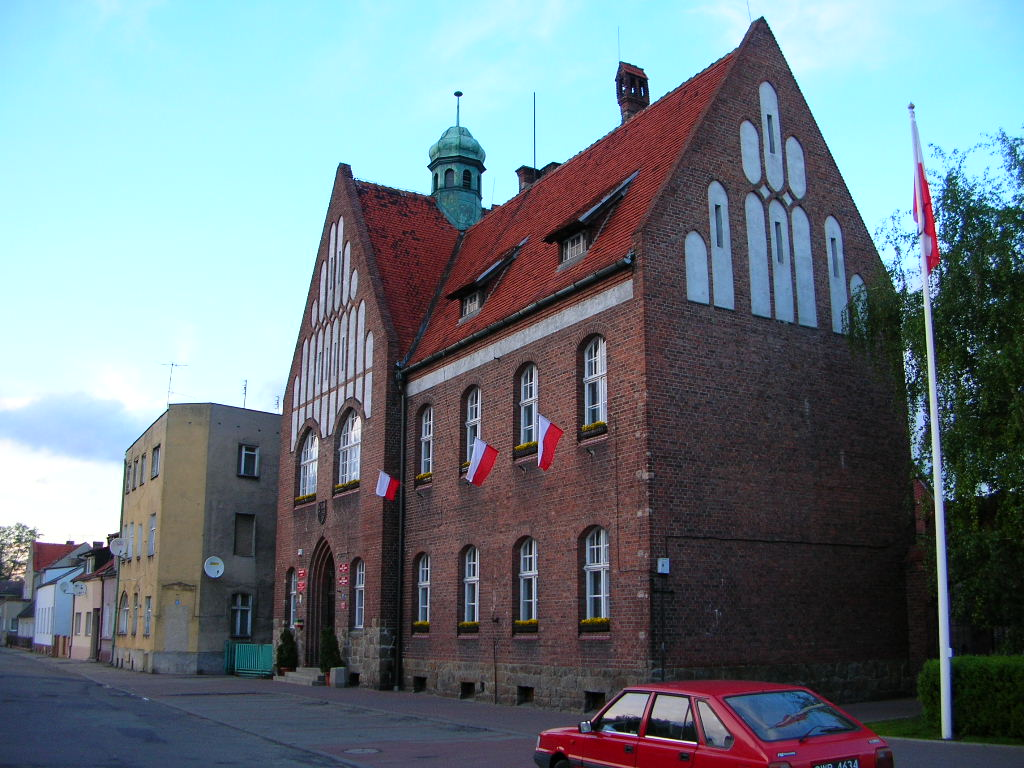
Heutiges Verwaltungsgebäude
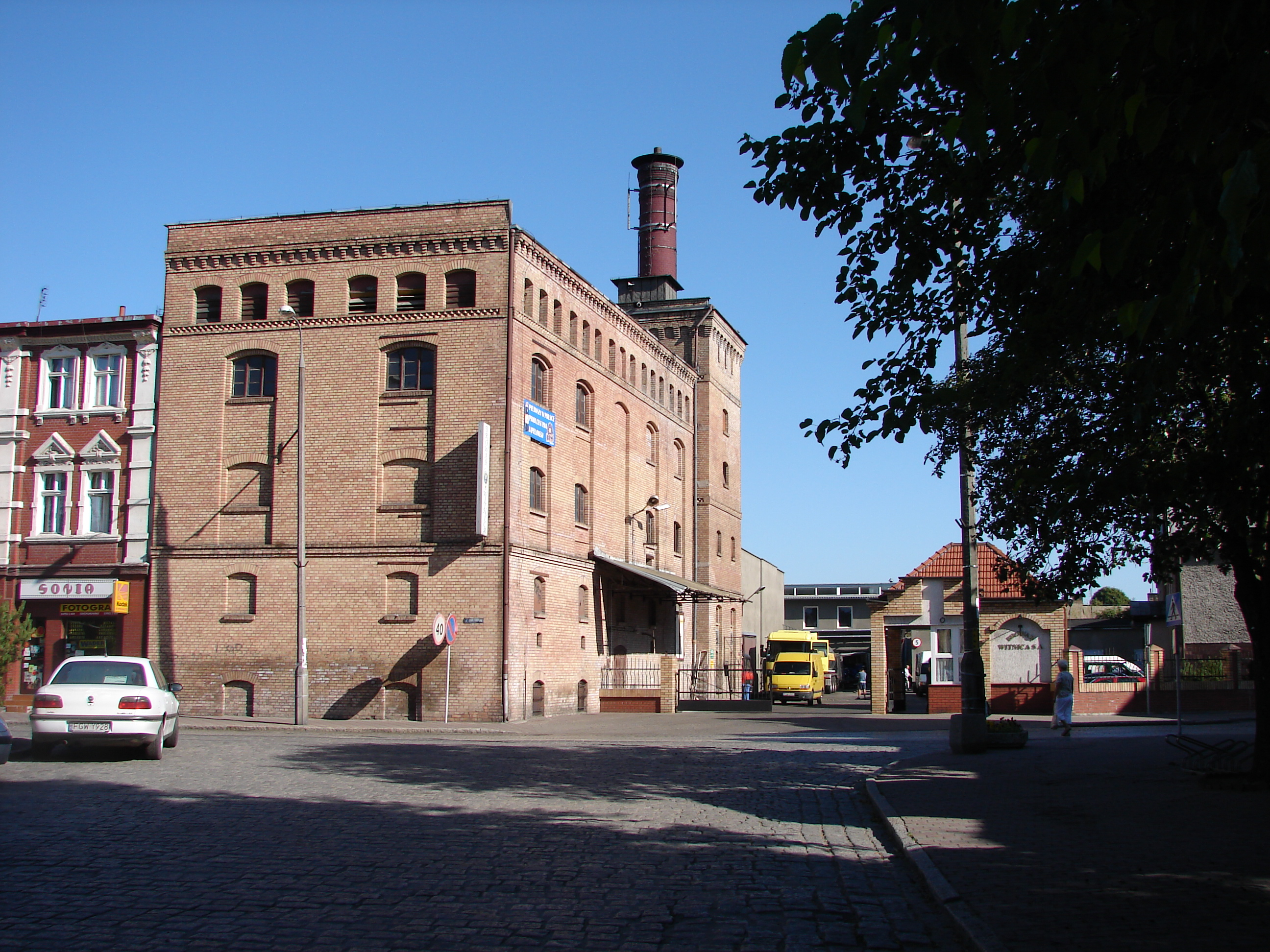
Brauerei-Gebäude
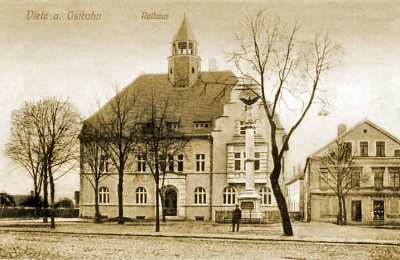
Vietzer Rathaus im 19. Jahrhundert
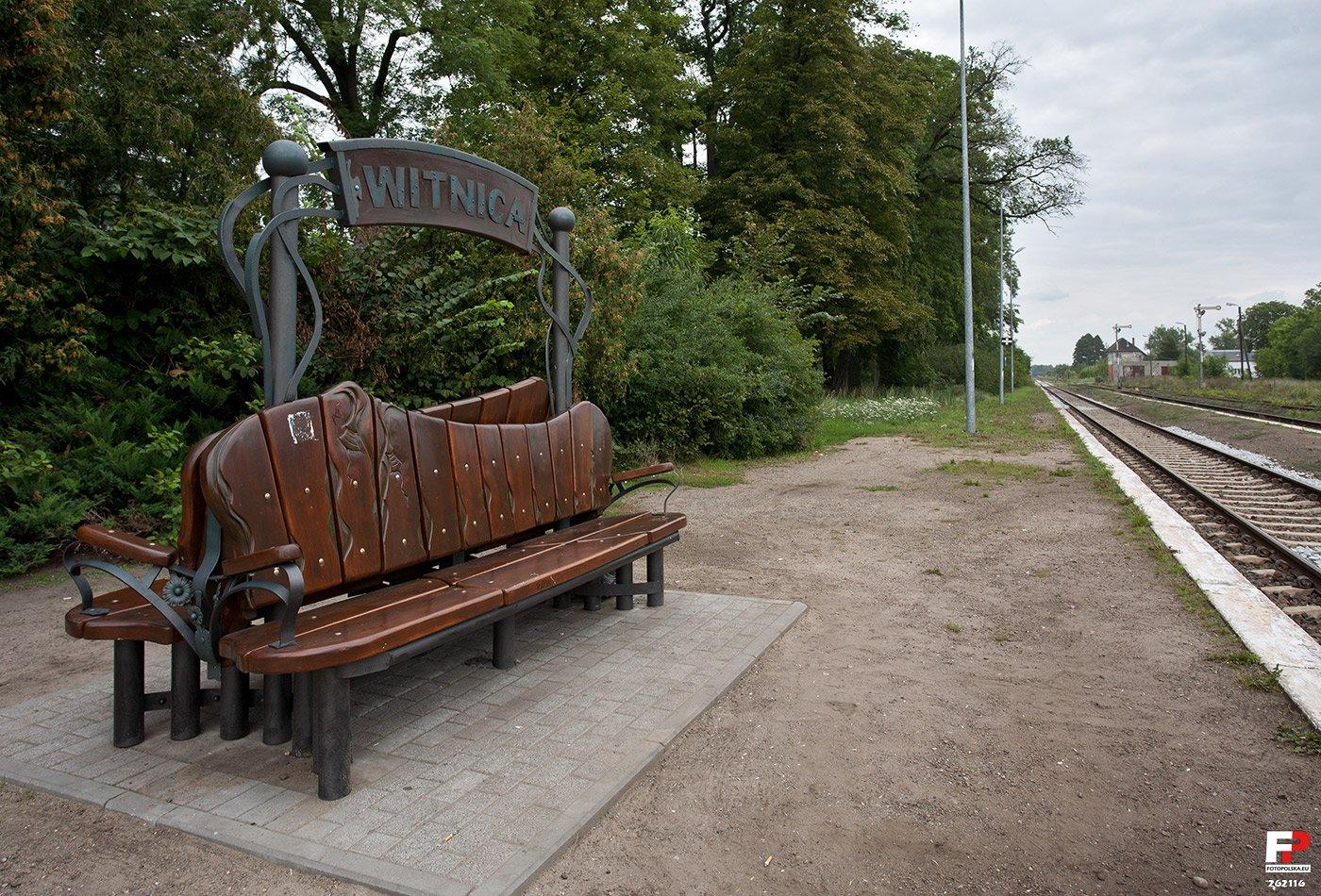
Bahn-Haltestelle